# Jacob Lodberg
Jacob Lodberg (født 27. september 1672 i Roskilde, død 31. december 1731) var en dansk biskop, søn af biskop C.J. Lodberg. 
Han gik i skole i Ribe og senere i Fredericia, hvorfra han blev student 1687. Efter at have fuldendt sine teologiske studier var han en kort tid hører i Ribe, men rejste siden i udlandet. Han opholdt sig to år i England, hvor han fik adgang til den danske prins Jørgen, der anbefalede ham til Christian V, som gav ham et kanonikat i Ribe og løfte på et professorat i filosofi ved universitetet, men førend et sådant blev ledigt, blev han 1699 lektor ved Aarhus Skole, 1701 sognepræst og stiftsprovst i Kristiania, 1707 præst ved Nicolai Kirke i København og 1711 præst ved Frue Kirke sammesteds og stiftsprovst. 
Under sin embedsvirksomhed i København trådte han i venskabsforhold til hofpræst F.J. Lütkens. Uden at være pietister optrådte de dog meget frisindet over for denne retning, hvis filantropiske bestræbelser de søgte at fremme. Da Lodberg af de ortodokse blev mistænkt for at være pietist, kom han til at træde i skarp modsætning til dem, især til professor Hans Bartholin og præsten Morten Reenberg. Den sidstnævnte stiklede paa hans ægteskab og lod ham høre, at dersom han havde taget en trappetøs ligesom Lodberg, havde han ventelig været en større mand. I 1702 havde Lodberg nemlig ægtet Maria Dorothea Schebel (død 1731), datter af en tysk kammerfrue hos dronning Louise, der måske nok har haft nogen indflydelse på hans senere forfremmelse og i ethvert tilfælde rigelig støttede hans filantropiske bestræbelser, især hans oprettelse af friskoler i Frue Sogn. 
I 1714 blev han medlem af Missionskollegiet og tog sig ihærdig af missionen i Trankebar og Finmarken, ligesom han virkede for en skærpelse af kirkedisciplinen og en forbedring af Kirkeritualet. 1716 kom han i strid med Københavns Fattigdirektion, der i henhold til en kongelig forordning forbød at give tiggere almisse. Han prædikede skarpt imod denne bestemmelse, og da biskop Worm krævede ham til regnskab derfor, søgte han til kongen, der gav ham lov til at prædike om denne sag, som han hidtil havde gjort, uden at nogen skulde kunne drage ham til ansvar derfor. 
1718 blev han biskop i Fyns Stift, hvor han oprettede en gejstlig enkekasse og fortsatte sine bestræbelser for at ophjælpe skolevæsenet (fundatsen for Mulernes Skole i Odense). For at fremme ensartetheden i katekisationen udgav han 1720 en katekismusforklaring, som han dog måtte omarbejde på grund af nogle mindre vel overvejede udtryk (man beskyldte ham for, at han uden tilstrækkeligt forbehold havde henregnet ridefogeder til tyve). I sine sidste år led han af fedtsyge, der til sidst næsten lukkede hans øjne. Foruden en række disputatser har han udgivet en ligprædiken over Manderup Due (1711) og efterladt sig i håndskrift et forslag om skolevæsenets forbedring, som vistnok har haft sin betydning, men nu synes tabt.